# Eberhard Naumann zu Königsbrück

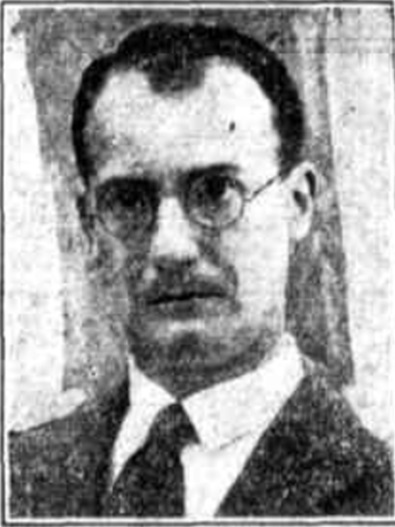
Eberhard Naumann zu Königsbrück

Bruno Gustav Eberhard Naumann zu Königsbrück (* 1. Oktober 1903 in Dresden; † 28. Dezember 1974), (Namensvarianten sind Robert Bruno Eberhard Königsbrück, Robert Bruno Eberhard Naumann zu Königsbrück) war ein sächsischer Unternehmer und Wissenschaftler.

## Leben und Wirken
Eberhard Naumann zu Königsbrück war Diplomlandwirt. Seine Dissertation erschien 1927 mit dem Titel Variationsstatistische Untersuchung über morphologische und physiologische Eigenschaften an Karpfen Lausitzer und Galizischer Abstammung an der Friedrichs-Universität Halle-Wittenberg.
Bis Ende Mai 1929 war Naumann an der Universität Halle-Wittenberg tätig.
1928 reiste Eberhard Naumann an Bord der Cathay (Schiff) nach Sydney. Dort studierte er australische Methoden der wissenschaftlichen Landwirtschaft, besonders Rinder- und Schafzucht.
In den Jahren 1930 und 1931 arbeitete Naumann an der Versuchs- und Forschungsanstalt für Tierzucht Tschechnitz (Kraftborn) im Kreis Breslau. Nach dieser Zeit hielt er sich einige Jahre in Danzig auf und wohnte dort an der Adresse Johannistal 16. Der Staatsanzeiger für die Freie Stadt Danzig weist ihn 1934 als Besitzer eines Jagdscheins aus und das Einwohnerbuch der Stadt Danzig verzeichnete ihn bis 1938. Im Staatsarchiv Breslau befindliche Akten nennen Eberhard Naumann zu Königsbrück als Besitzer des Rittergutes Rux (Rogoż) im Kreis Trebnitz (Trzebnica) für die Jahre 1937 bis 1944.
Neben der Landwirtschaft erfüllte Naumann auch andere unternehmerische Aufgaben. Dazu gehörte die Tätigkeit als Vorstandsvorsitzender der König Friedrich-August-Mühlenwerke Aktiengesellschaft in Dresden Plauen.
Zum 1. Mai 1933 trat er der NSDAP (Mitgliedsnummer 2.978.932) und im Juli 1933 der SS bei.
Die Zeit nach dem Zweiten Weltkrieg brachte Veränderung für den Diplomlandwirt Naumann. Die in Braunschweig-Voelkenrode angesiedelte Forschungsanstalt für Landwirtschaft wurde seine neue berufliche Heimat. Hier war er als Verwaltungsdirektor tätig. In der Zeit am Forschungsinstitut reiste er laut Ellis Island mehrmals in die U.S.A.
1964 wurde Naumann zu Königsbrück Ständiger Sekretär des Wissenschaftlichen Rates der Arbeitsgemeinschaft industrieller Forschungsvereinigungen „Otto von Guericke“ e.V. Für seine Arbeit wurde er am 1. Oktober 1973 mit der Otto von Guericke-Medaille ausgezeichnet.

### Familie
Eberhard Naumann ist Sohn des Standesherrn zu Königsbrück, Walther Naumann zu Königsbrück und dessen Ehefrau Marie Elisabeth geborene Zweiniger. Als Geschwister sind Günther Naumann zu Königsbrück bekannt und Hermine Marie Erika Naumann zu Königsbrück, Ehefrau von Emil Woermann. Bruder Günther war verantwortlicher Offizier der Abwehr in Spanien während des Zweiten Weltkrieges.
Großvater der Familie war Bruno Naumann zu Königsbrück, Hersteller der unter dem Namen Seidel & Naumann bekannten Nähmaschine. Für die im Familienunternehmen hergestellte Schreibmaschine war Eberhards Schwester Erika Namenspatin.
Eberhard Naumann zu Königsbrück hatte zwei Söhne. In der Ehe mit Elsa Henriette Haege, die er bei einer Australienreise kennenlernte, wurde Sohn Robert Alexander Naumann zu Königsbrück (1929–2014) geboren. Er war Professor für Chemie und Physik an der Princeton University. Elsa Henriette und Eberhard Naumann heirateten im August 1928 in Australien. Laut Ellis Island wanderten Elsa Henriette, Sohn Alexander und die Schwiegermutter 1934 nach Amerika aus.
Sohn Clas Michael Naumann zu Königsbrück (1939–2004) war Professor für Spezielle Zoologie an der Universität Bonn sowie Direktor des Zoologischen Forschungsinstitutes und Museums Alexander Koenig. Er entstammt der Ehe mit Freda-Irene Hannemann-Polzin.
Eberhard Naumann war, wie seine Vorfahren, bürgerlicher Herkunft, ließ sich wie sie aber auch zu Königsbrück ansprechen. Nach Erwerb der Standesherrschaft Königsbrück nannten sich sein Großvater Bruno Naumann zu Königsbrück und sein Vater Walther Naumann zu Königsbrück. Dieser Namenszusatz war kein Adelstitel.

## Veröffentlichungen
- Variationsstatistische Untersuchung über morphologische und physiologische Eigenschaften an Karpfen Lausitzer und Galizischer Abstammung
- The Voelkenrode Research Centre 1952, Braunschweig, Germany